# 시라이 사토시
시라이 사토시(白井聡, 1977년 ~ )는 일본의 정치학자이다.

## 생애
도쿄에서 태어났다. 부친은 유명 공학자인 시라이 가쓰히코. 와세다 대학교 정치학과 졸업. 히토쓰바시 대학 대학원 사회학 연구과 박사후기과정 수료. 사회학 박사. 일본학술진흥특별연구원 거쳐 분카가쿠인대학 조교수. 전공은 사회사상.정치학.

## 저서
- 未完のレーニン――「力」の思想を読む(講談社選書メチエ, 2007년)
- 「物質」の蜂起をめざして――レーニン、〈力〉の思想（作品社、2010년）
- 永続敗戦論(太田出版, 2013년）